# Metanoea flavipennis
Metanoea flavipennis är en nattsländeart som först beskrevs av Francois Jules Pictet de la Rive 1834.  Metanoea flavipennis ingår i släktet Metanoea och familjen husmasknattsländor. Inga underarter finns listade i Catalogue of Life.